# Новая Надия
Новая Надия (укр. Нова Надія; до 2025 года — Надеждовка) — село,
Надеждовский сельский совет,
Криворожский район,
Днепропетровская область,
Украина.
Код КОАТУУ — 1221884301. Население по переписи 2001 года составляло 853 человека.
Является административным центром Надеждовского сельского совета, в который, кроме того, входят сёла
Братско-Семёновка,
Маяк и посёлок
Пичугино.

## Географическое положение
Село Надеждовка примыкает к селу Братско-Семёновка,
на расстоянии в 1 км находятся село Шевченково и посёлок Пичугино.
Рядом проходит железная дорога, станция Пичугино в 1,5 км.

## Экономика
- «Горняк», агрофирма, ООО.
- ООО «Друиди».
- ООО «Елвіш».

## Объекты социальной сферы
- Школа.
- Дом культуры.